# Toni Stockheim
Georg Anton Stockheim (* 13. Mai 1890 in Köln; † 28. April 1969 ebenda) war ein deutscher Bildhauer.

## Leben
Stockheim studierte an der Kölner Kunstgewerbeschule (den späteren Kölner Werkschulen) bei Georg Grasegger, an der Kunstakademie Düsseldorf bei Karl Janssen und an der Berliner Akademie, bei Louis Tuaillon, der ihn zum Meisterschüler ernannte und ihn in seine Werkstatt aufnahm. Dort war er als Mitarbeiter beteiligt an den beiden Reiterstandbildern für die Hohenzollernbrücke.
Ab 1912 war er freischaffender Bildhauer in Köln und legte später (nach 1937) seinen Schwerpunkt auf Keramikarbeiten.
Nach dem Zweiten Weltkrieg war er Lehrbeauftragter an den Schweizer Kunsthochschulen in Genf und Zürich.

## Werke (Auswahl)

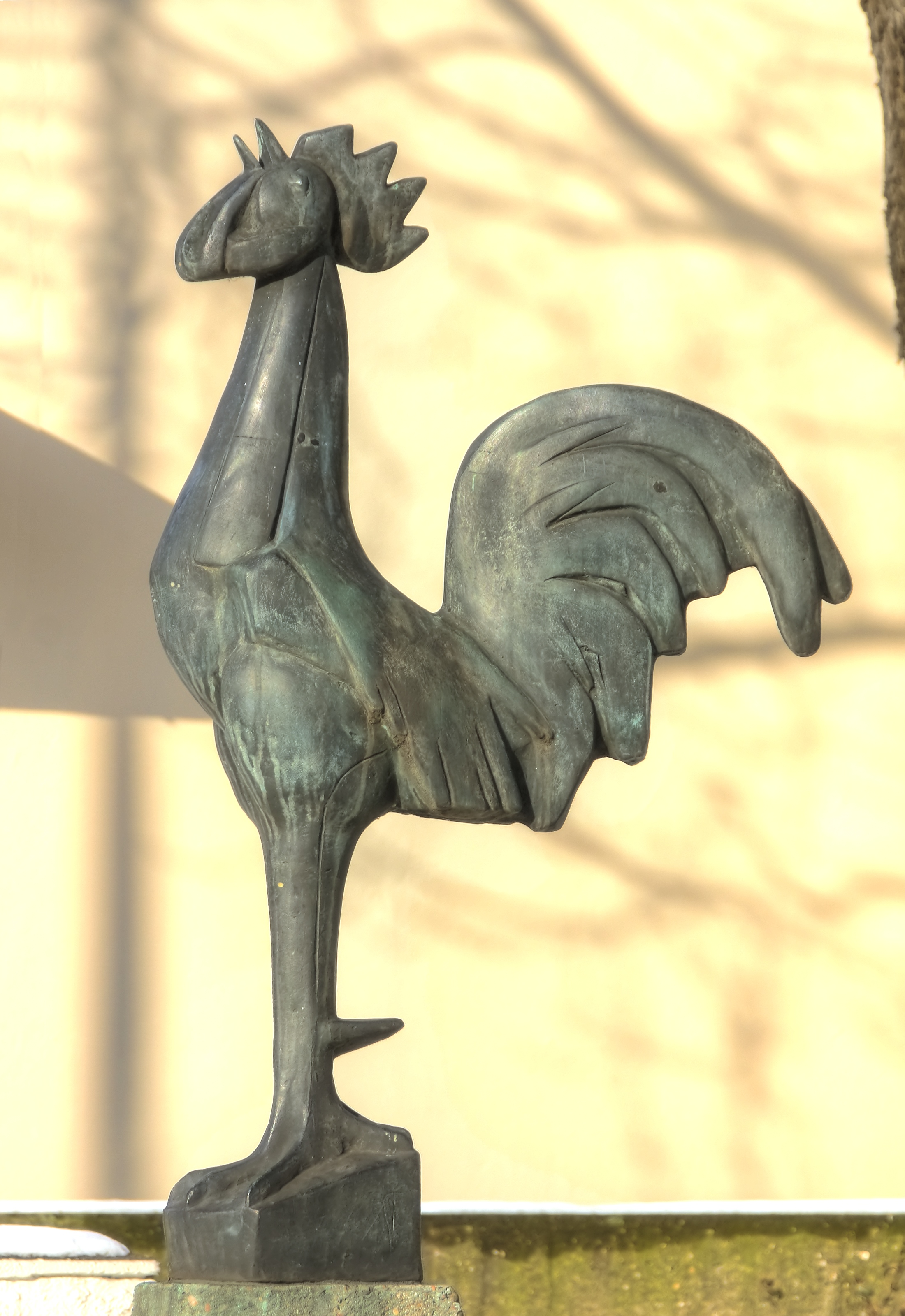
Der Hahn

- Der Hahn, Köln (1962)